# 규수
규수(奎宿)는 동아시아의 별자리인 이십팔수의 하나이다. 서방백호 7수(宿) 중 첫 번째에 해당된다.
서양 별자리의 안드로메다자리의 일부에 해당된다.

## 규수에 속한 별자리
규수에 속한 별자리들은 다음과 같다.
| 별자리 | 한자   | 별 개수 | 위치             |
| ------ | ------ | ------- | ---------------- |
| 규     | 奎     | 16      | 안드로메다자리   |
| 외병   | 外屏   | 7       | 물고기자리       |
| 천혼   | 天溷   | 7       |                  |
| 사공   | 司空   | 1       | 고래자리         |
| 군남문 | 軍南門 | 1       | 삼각형자리       |
| 각도   | 閣道   | 6       |                  |
| 부로   | 附路   | 1       |                  |
| 왕량   | 王良   | 5       | 카시오페이아자리 |
| 책     | 策     | 1       | 카시오페이아자리 |

## 참고 문헌
- 권근 외, 『천상열차분야지도』, 서운관(書雲觀), 1395
- 이문규, 《고대 중국인이 바라본 하늘의 세계》, 문학과 지성사, 2000
- 이순지 저, 김수길.윤상철 역,《천문류초》, 대유학당, 1998
- 박창범, 《하늘에 새긴 우리역사》, 김영사, 2002